# Sayaka Ishii
Sayaka Ishii (japanisch 石井 さやか Ishii Sayaka; * 31. August 2005 in Shibuya, Präfektur Tokio) ist eine japanische Tennisspielerin.

## Karriere
Ishii spielt überwiegend Turniere auf der ITF Women’s World Tennis Tour, bei der sie bislang je einen Titel im Einzel und im Doppel gewonnen hat.
2022 trat sie erstmalig bei den French Open bei einem Juniorinnenwettbewerb der Grand Slams an. Im Juniorinneneinzel unterlag sie bereits in der ersten Runde Nikola Daubnerová mit 4:6 und 5:7. Im Juniorinnendoppel unterlag sie mit Partnerin Denislawa Gluschkowa gegen Luciana Moyano und Lucciana Pérez Alarcón ebenfalls bereits in der ersten Runde mit 5:7 und 2:6. Im Juni 2022 stand sie in Monastir in ihrem ersten Einzelfinale eines ITF-Turniers, das sie gegen Francesca Curmi mit 2:6, 6:4 und 5:7 verlor. In Wimbledon erreichte sie im Juniorinneneinzel mit einem 6:1 und 6:3 gegen Tereza Valentová die zweite Runde, wo sie dann aber Ella Seidel mit 4:6 und 6:64 unterlag. Im Juniorinnendoppel erreichte sie mit Partnerin Lanlana Tararudee das Viertelfinale. Bei den US Open unterlag sie im Juniorinneneinzel gegen Iva Jovic mit 4:6 und 2:6. Im Juniorinnendoppel erreichte sie mit Partnerin Lanlana Tararudee das Achtelfinale. Ende September erhielt sie eine Wildcard für die Qualifikation zu den Toray Pan Pacific Open, ihrem ersten Turnier auf der WTA Tour. Sie verlor aber bereits ihr Auftaktmatch gegen Ellen Perez mit 3:6 und 3:6.
2023 tritt sie bei den Australian Open im Juniorinneneinzel und Juniorinnendoppel an.

## Turniersiege

### Einzel
| Nr. | Datum          | Turnier | Kategorie | Belag     | Finalgegnerin | Ergebnis      |
| --- | -------------- | ------- | --------- | --------- | ------------- | ------------- |
| 1.  | 14. April 2024 | Osaka   | ITF W35   | Hartplatz | Stacey Fung   | 6:1, 3:6, 6:3 |

### Doppel
| Nr. | Datum         | Turnier         | Kategorie | Belag     | Partnerin | Finalgegnerinnen                 | Ergebnis  |
| --- | ------------- | --------------- | --------- | --------- | --------- | -------------------------------- | --------- |
| 1.  | 27. Juli 2024 | Figueira da Foz | ITF W100  | Hartplatz | Naho Satō | Madeleine Brooks Sarah Beth Grey | 7:61, 7:5 |

## Abschneiden bei Grand-Slam-Turnieren

### Juniorinneneinzel
| Turnier         | 2022 | 2023 | Karriere |
| --------------- | ---- | ---- | -------- |
| Australian Open | —    | HF   | HF       |
| French Open     | 1    | 1    | 1        |
| Wimbledon       | 2    | VF   | VF       |
| US Open         | 1    | AF   | AF       |

Zeichenerklärung: S = Turniersieg; F, HF, VF, AF = Einzug ins Finale / Halbfinale / Viertelfinale / Achtelfinale; 1, 2, 3 = Ausscheiden in der 1. / 2. / 3. Hauptrunde; nicht ausgetragen

### Juniorinnendoppel
| Turnier         | 2022 | 2023 | Karriere |
| --------------- | ---- | ---- | -------- |
| Australian Open | —    | HF   | HF       |
| French Open     | 1    | HF   | HF       |
| Wimbledon       | VF   | VF   | VF       |
| US Open         | AF   | AF   | AF       |